# Karl Hugo Strunz
Karl Hugo Strunz (Weiden in der Oberpfalz, 24 de Fevereiro de 1910 - Unterwössen, 19 de Abril de 2006), foi um mineralogista, professor emérito e iniciador da moderna sistemática dos minerais (ver classificação de Strunz).